# Église Notre-Dame-Reine-de-la-Paix de Gladesville
 (novembre 2023).
L’église Notre-Dame-Reine-de-la-Paix (anglais : Our Lady Queen of Peace Church) est un édifice religieux catholique de la première moitié du XXe siècle situé à Gladesville (en), en Australie.

## Histoire
La cérémonie de pose de la première pierre a lieu le 11 août 1912 avec la bénédiction du père O’Brien. Un grand nombre de souscriptions est alors recueilli pour l’édification de l’église. Son ouverture officielle a finalement lieu le 1er juin 1913, dans l’après-midi, et est effectuée par l’archevêque de Sydney, Michael Kelly (en).